# Idiastogyia fatisca
Idiastogyia fatisca là một loài côn trùng trong họ Osmylitidae thuộc bộ Neuroptera. Loài này được Lin miêu tả năm 1986.